# Europese weg 21
De Europese weg 21 of E21 is een Europese weg die loopt van Metz in Frankrijk naar Genève in Zwitserland. De E21 ligt in Frankrijk en Zwitserland en is in totaal 458 km lang. Het Franse wegdeel is een tolweg.

## Plaatsen langs de E21
Frankrijk
- Metz
- Nancy
- Toul
- Dijon
- Beaune
- Bourg-en-Bresse
- Bellegarde-sur-Valserine

Zwitserland
- Onex
- Genève

## Nationale wegnummers
| nummer      | tracé                                  |
| Frankrijk   | Frankrijk                              |
| ----------- | -------------------------------------- |
|             | Metz - Beaune                          |
|             | Beaune - Mâcon                         |
|             | Mâcon - Saint-Julien-en-Genevois       |
|             | Saint-Julien-en-Genevois - Zwitserland |
| Zwitserland |                                        |
|             | Frankrijk - Genève                     |